# Parapalystes lycosinus
Parapalystes lycosinus is een spinnensoort uit de familie van de jachtkrabspinnen (Sparassidae).
De wetenschappelijke naam van de soort werd in 1900 als Palystes lycosinus gepubliceerd door Reginald Innes Pocock.